# Tony Leung Chiu-wai
Tony Leung Chiu-wai (en chino tradicional, 梁朝偉; en chino simplificado, 梁朝伟; pinyin, Liáng Cháowěi, cantonés: Leung Chiu-Wai, Hong Kong; 27 de junio de 1962) es un actor chino de origen hongkonés, con una larga carrera en el cine y en la televisión. Ha sido una de las grandes estrellas de Hong Kong desde mediados de los años 90.
Debido a que suele ser confundido con el también actor Tony Leung Ka-fai, él es conocido coloquialmente en Hong Kong como "Tony el bajo", mientras que a Ka-fai se lo llama "Tony el alto", por sus estaturas.

## Vida personal y profesional

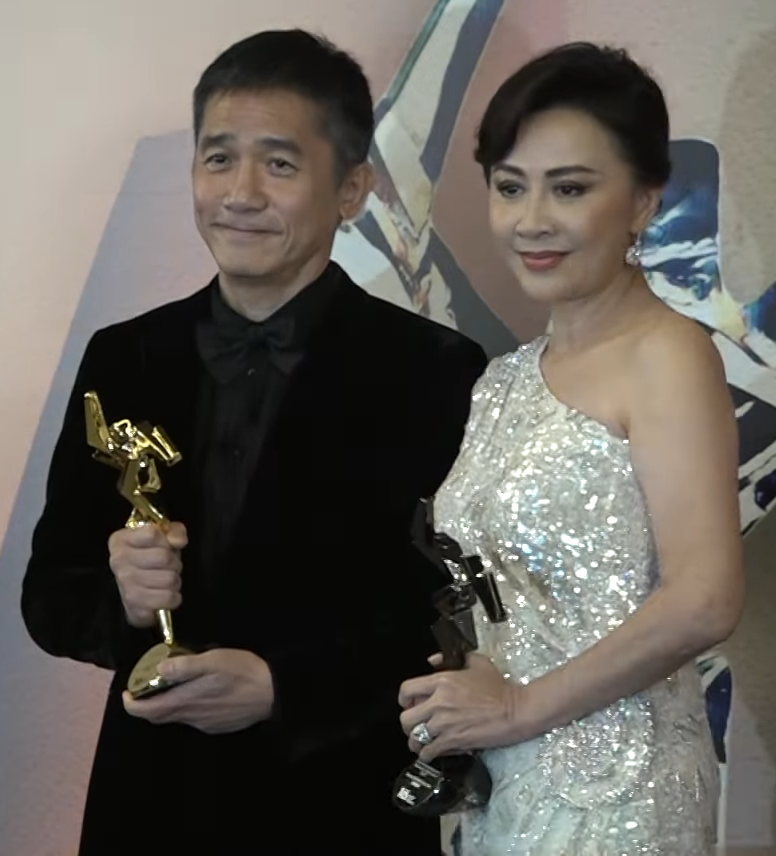
Tony Leung y su esposa Carina Lau

### Familia
Leung nació en Hong Kong en el seno de una familia proveniente de la ciudad china de Taishan en la provincia de Guangdong.
La infancia de Tony Leung estuvo marcada muy profundamente por los problemas monetarios de su familia y las discusiones entre sus padres derivadas de esta situación. En su más tierna infancia Tony Leung fue un niño travieso y lastimoso, pero su carácter y personalidad cambiaron radicalmente cuando su padre, un jugador compulsivo, dejó su familia cuando él solo contaba con ocho años de edad, siendo él y su hermana pequeña criados únicamente por su madre. 
Leung creció siendo un chico reticente y callado. La experiencia de su infancia hizo que Tony no creyera en el matrimonio y allanó su camino para ser actor, lo cual "me permitía expresar mis sentimientos sin tener que sentirme avergonzado. Puedo llorar o romper cosas en el set de rodaje, pero nadie sabe si yo estoy simplemente actuando o es lo que realmente siento en mi interior".
"Después de que mi padre nos abandonase cuando yo tenía ocho años, me sentía asustado de hablarle a todo el mundo. En el colegio, cuando otros niños hablaban sobre sus padres, me sentía muy avergonzado. Yo no quería mencionar a mi padre, así que rara vez hablaba con los demás".
Las experiencias de la infancia afectaron a la personalidad de Tony Leung. "Soy muy retraído, muy reprimido, muy callado. No me gusta hablar demasiado porque no sé cómo actuar en público. Realmente, no sé cómo comunicarme con los otros a causa de mi vida, me da miedo".
Su madre trabajó extremadamente duro para conseguir que Tony Leung fuese a un colegio privado en Hong Kong, pero incluso de este modo, Tony tuvo que dejar los estudios con quince años debido a la precaria situación económica de su familia. Como adolescente, Tony se portaba bien y estaba muy cerca de su madre. Durante una entrevista en el DVD de la película Hero, dijo que veía a su madre como un modelo de "heroína, por haber criado a dos hijos pequeños totalmente sola".

### Carrera televisiva
Después de dejar sus estudios, Tony Leung se empleó en una gran variedad de trabajos para ayudar a la subsistencia económica de su familia, por ejemplo: repartidor de verduras en la tienda de su tío o vendedor en un centro comercial de Hong Kong. Por aquella época, Leung conoció al actor y cómico Stephen Chow, el cual influyó en su decisión de dedicarse a la actuación, haciéndose ambos grandes amigos.
En 1982, Tony Leung superó los cursos de entrenamiento para actores del canal de televisión TVB. Debido a su aspecto juvenil, TVB le incluyó en la serie para niños 430 Space Shuttle (Nave espacial 430). Leung actuó en un gran número de series para jóvenes en su carrera televisiva, logrando hacerse muy conocido entre el gran público.

### Carrera cinematográfica
Muchos consideran que el papel de Tony Leung en la película Hard Boiled del director John Woo en 1992 y en la cual era coprotagonista junto con Chow Yun-Fat fue su primera incursión en el cine dirigido fuera de Hong Kong. Sin embargo, su primera aparición en una película de índole internacional fue A city of sadness, de Hou Hsiao-Hsien en 1989, la cual ganó el León de Oro en el Festival Internacional de Cine de Venecia.
Es uno de los actores preferidos del director hongkonés Wong Kar-Wai. Ha trabajado con él en Days of Being Wild, Ashes of Time, Chungking Express, Happy Together, Fa yeung nin wa, y 2046 .
Tanto en Chungking Express como en Happy Together, en In the Mood for Love y en 2046, ganó el HK Award a mejor actor (los HK Award son los premios cinermatográficos más importantes del territorio asiático), premio que también ganó gracias a la exitosísima Infernal Affairs. 
Con In the Mood for Love, obtuvo prestigio internacional al ganar la Palma de Oro al mejor actor en Cannes.
También fue galardonado con el Caballo de Oro al mejor actor del festival de cine de Taipéi por Chungking Express, y ganó un Premio del Cine Asiático (AFA, Asian Film Awards, en inglés) por su actuación en Lujuria y traición de Ang Lee. 
Además de actor, Tony Leung se ha dedicado también a la canción. Ha interpretado temas de algunas películas, como Infernal Affairs junto a Andy Lau. Tiene varios discos en el mercado, aunque su carrera musical no ha sido tan prioritaria para él como lo ha sido en el caso de otros actores de Hong Kong, como Andy Lau. Gracias a su extensa carrera, se ha convertido en una de las mayores estrellas del cine asiático de las últimas dos décadas.

## Filmografía
- Mad Mad 83 (1983)
- Young Cops (1985)
- Fascinating Affairs (1985)
- The Lunatics (1986)
- Love Unto Waste (1986)
- You Will I Will (1986)
- People's Hero (1987)
- Happy Go Lucky (1987)
- I Love Maria (1988)
- My Heart is that Eternal Rose (1989)
- Ciudad doliente (1989)
- Seven Warrios (1989)
- Bullet in the Head (1990)
- The Royal Scoundrel (1990)
- Días salvajes (1990)
- The Banquet (1991)
- Una historia china de fantasmas III (1991)
- Don't Fool Me (1991)
- Fantasy Romance (1991)
- Great Pretenders (1991)
- The Tigers (1991)
- Come Fly the Dragon (1992)
- The Days of Being Dumb (1992)
- Hard Boiled (1992)
- Lucky Encounter (1992)
- Espadas invencibles (1993)
- He Ain't Heavy, He's My Father (1993)
- The Eagle Shooting Heroes (1993)
- End of the Road (1993)
- Hero – Beyond the Boundary of Time (1993)
- The Magic Crane (1993)
- Three Summers (1993)
- Tom, Dick and Hairy (1993)
- Two of a Kind (1993)
- Always Be the Winners (1994)
- Las cenizas del tiempo (1994)
- Chungking Express (1994)
- The Returning (1994)
- Cyclo (1995)
- Dr. Mack (1995)
- Heaven Can't Wait (1995)
- Tomorrow (1995)
- Blind Romance (1996)
- War of the Underworld (1996)
- 97 Aces Go Places (1997)
- Chinese Midnight Express (1997)
- Happy Together (1997)
- Flores de Shanghái (1998)
- The Longest Nite (1998)
- Timeless Romance (1998)
- Your Place or Mine! (1998)
- Peligro en Hong Kong (1999)
- Healing Hearts (2000)
- Fa yeung nin wa (2000)
- Tokyo Raiders (2000)
- Fighting for Love (2001)
- Love Me, Love My Money (2001)
- Chinese Odyssey 2002 (2002)
- Infernal Affairs (2002)
- Héroe (2002)
- Asuntos infernales 3 (2003)
- My Lucky Star (2003)
- Sound of Colors (2003)
- Super Model (2004)
- 2046 (2004)
- Seoul Raiders (2005)
- Confession of Pain (2006)
- Lust, Caution (2007)
- El acantilado rojo (2008)
- The Great Magician (2011)
- The Silent War (2012)
- The Grandmaster (2013)
- Hema Hema: Sing Me a Song While I Wait (2016)
- See You Tomorrow (2016)
- Monster Hunt 2 (2018)
- Asaltantes de Europa (2018)
- Shang-Chi y la leyenda de los Diez Anillos (2021)

- Hidden Blade (2023)
- Fox Hunt (2023)

## Premios
Caballo de Oro de Cine de Taipéi
| Año  | Categoría   | Trabajo             | Resultado |
| ---- | ----------- | ------------------- | --------- |
| 1994 | Mejor actor | Chungking Express   | Ganador   |
| 1998 | Mejor actor | Your Place or Mine! | Nominado  |
| 2000 | Mejor actor | Fa yeung nin wa     | Nominado  |
| 2003 | Mejor actor | Infernal Affairs    | Ganador   |
| 2004 | Mejor actor | 2046                | Nominado  |
| 2007 | Mejor actor | Lust, Caution       | Ganador   |
| 2013 | Mejor actor | The Grandmaster     | Nominado  |

Premio de Cine de Hong Kong
| Año  | Categoría              | Trabajo                       | Resultado |
| ---- | ---------------------- | ----------------------------- | --------- |
| 1987 | Mejor actor            | Love Unto Waste               | Nominado  |
| 1988 | Mejor actor de reparto | People's Hero                 | Ganador   |
| 1990 | Mejor actor de reparto | My Heart is that Eternal Rose | Ganador   |
| 1993 | Mejor actor de reparto | Hard Boiled                   | Nominado  |
| 1995 | Mejor actor            | Chungking Express             | Ganador   |
| 1998 | Mejor actor            | Happy Together                | Ganador   |
| 1999 | Mejor actor            | The Longest Nite              | Nominado  |
| 2001 | Mejor actor            | Fa yeung nin wa               | Ganador   |
| 2003 | Mejor actor            | Infernal Affairs              | Ganador   |
| 2005 | Mejor actor            | 2046                          | Ganador   |
| 2007 | Mejor actor            | Confession of Pain            | Nominado  |
| 2009 | Mejor actor            | El acantilado rojo            | Nominado  |
| 2013 | Mejor actor            | The Silent War                | Nominado  |
| 2014 | Mejor actor            | The Grandmaster               | Nominado  |

Premio del Cine Asiático
| Año  | Categoría   | Trabajo         | Resultado |
| ---- | ----------- | --------------- | --------- |
| 2008 | Mejor actor | Lust, Caution   | Ganador   |
| 2014 | Mejor actor | The Grandmaster | Nominado  |

Festival Internacional de Cine de Cannes
| Año  | Categoría   | Película        | Resultado |
| ---- | ----------- | --------------- | --------- |
| 2000 | Mejor actor | Fa yeung nin wa | Ganador   |

Festival Internacional de Cine de Venecia
| Año  | Categoría            | Resultado |
| ---- | -------------------- | --------- |
| 2023 | León de Oro de honor | Ganador   |